# Otoplastica
L'otoplastica è un intervento chirurgico all'orecchio che migliora la forma, la proiezione e le dimensioni delle orecchie, spesso chiamato orecchio a sventola. L'otoplastica è più frequentemente applicata su bambini o adulti con orecchie che appaiono prominenti perché sporgono dalla testa o "sporgono troppo". Questa è una fonte frequente di problemi di autostima sia nei bambini che negli adulti, portando le persone a nascondere le orecchie con i capelli o evitare acconciature o cappelli che accentuano le orecchie.
L’otoplastica può essere applicata anche su altre patologie congenite come microtia e l'atresia del canale uditivo esterno, macrotia e coloboma. Oppure su patologie acquisite, come da traumi con mutilazioni a vari livelli o in seguito ad ustioni.

## Obiettivi
L'obiettivo dell'otoplastica è quello di dare alle orecchie una forma naturale con proiezioni e dimensioni normali, portando allo stesso tempo equilibrio e proporzione alle orecchie e al viso. Un aspetto naturale distoglie l'attenzione indesiderata dalle orecchie. La correzione anche di piccole irregolarità nella forma, nella proiezione o nella dimensione delle orecchie può avere un profondo impatto sul tuo aspetto e sulla tua autostima. Occorre personalizzare su ciascun paziente in base all'anatomia del paziente e agli obiettivi di cambiamento nel suo aspetto.

## Indicazioni
Qualsiasi paziente di età pari o superiore a cinque anni è candidato per l'otoplastica. L'orecchio supera l'85% delle dimensioni degli adulti già all'età di cinque anni. Il paziente ideale è sano, non ha una malattia grave o condizioni mediche che possono compromettere la guarigione e non fuma. È importante che il paziente abbia una prospettiva positiva e obiettivi specifici di miglioramento, pur mantenendo aspettative realistiche su ciò che può essere raggiunto con l'otoplastica. Durante la visita pre-operatoria si andrà ad individuare, ascoltando la storia clinica del paziente, se vi possono essere limitazioni di salute.

## Anatomia
Il padiglione auricolare e il canale uditivo esterno fanno parte dell'orecchio esterno. Il contorno sottile dell'orecchio è determinato dalla forma e dalla modellatura della cartilagine auricolare, che è coperta da una pelle con pori fini. Il lobulo stesso non contiene alcuna cartilagine, ma è principalmente composto da tessuto adiposo e connettivo. L'imbuto formato dal padiglione auricolare si estende nel canale uditivo esterno leggermente curvo, che consiste in una porzione cartilaginea laterale e una porzione ossea mediale. La forma complessa del padiglione auricolare è determinata dalla forma individuale dell'elica, dell'antielica, dello scafo antielico, della crura antelica, del trago, dell'antitrago, del cavum conchae, del cymba conchae e del lobulo. Già nella quarta settimana di gestazione, il padiglione auricolare, il canale uditivo e l'orecchio medio si formano da una protuberanza ectodermica dei primi due archi.
Il modello vascolare arterioso del padiglione auricolare si basa sulle interconnessioni vascolari tra i rami dell'arteria temporale superficiale, che irrora la superficie anteriore (cioè laterale) del padiglione auricolare, e i rami dell'arteria auricolare posteriore, che irrora la superficie posteriore (cioè mediale). Ricerche recenti hanno dimostrato che l’arteria temporale superficiale presenta molteplici rami perforanti che perforano la cartilagine auricolare ed emergono sulla superficie anteriore del padiglione auricolare e si anastomizzano con i rami della posteriore. Queste anastomosi vascolari multiple hanno fornito la base anatomica per una pletora di diverse tecniche chirurgiche tra cui l'applicazione di una varietà di lembi auricolari random.

## Intervento

### Modalità d'intervento
L'otoplastica può includere una varietà di tecniche chirurgiche per migliorare il contorno, le dimensioni e la proiezione delle orecchie. Le incisioni per otoplastica vengono generalmente eseguite sulla superficie posteriore dell'orecchio nella scanalatura tra l'orecchio e la testa. Quando sono necessarie incisioni sulla parte anteriore dell'orecchio, vengono praticate nelle profondità delle pieghe dell'orecchio per nasconderle. Le suture interne non riassorbibili vengono utilizzate per rimodellare e fissare la cartilagine in posizione. Le suture riassorbibili vengono utilizzate per chiudere l'incisione sul retro dell'orecchio. Una medicazione compressiva viene indossata per quindici giorni dopo l'intervento chirurgico.

### Post-operatorio
Il dolore subito dopo l'intervento chirurgico all'orecchio è normale e può essere controllato con farmaci per via orale. I bambini possono tornare a scuola in una settimana e gli adulti tornano a lavorare nello stesso lasso di tempo. Dopo aver rimosso le medicazioni, durante la notte viene indossato una fascia per la testa solo per tre mesi per proteggere le orecchie durante il sonno. I pazienti possono tornare all'esercizio normale in due settimane e le attività sportive in tre settimane.
Il gonfiore che si verifica dopo l'intervento chirurgico è lieve, quindi i cambiamenti nella proiezione e nel contorno delle orecchie sono apprezzabili immediatamente dopo l'intervento chirurgico. Quando le medicazioni verranno rimosse, le orecchie saranno ancora gonfie ma la proiezione e i contorni dell'orecchio appariranno normali. La maggior parte del gonfiore si risolve entro quattro settimane dall'intervento.